# Academia Vitti

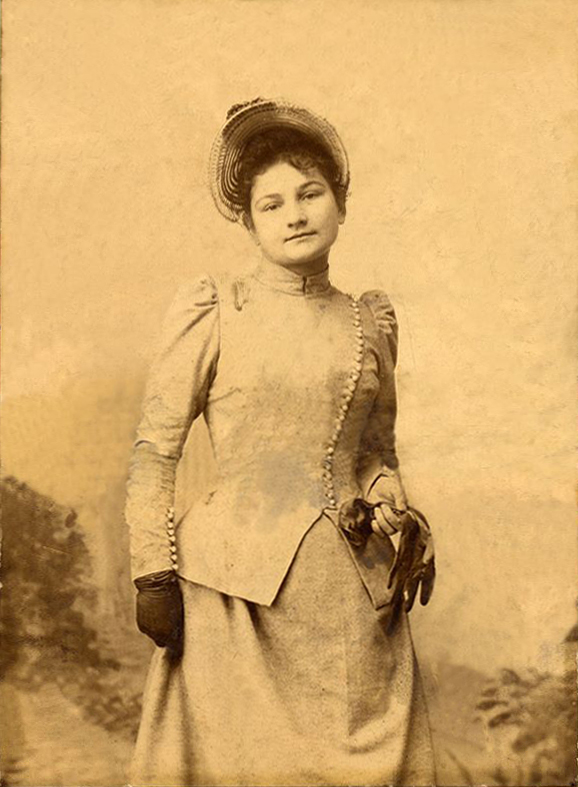
Maria Caira.

La Academia Vitti fue una academia de pintura localizada en el 49 del Boulevard du Montparnasse, París, Francia. Abierta a la formación de las mujeres artistas, algo aún excepcional en su época, recibió alumnado de muchos países, incluyendo Estados Unidos y América Latina. Funcionó aproximadamente de 1889 a 1914. Dentro de sus fundadores se encuentra Maria Caira y Cesare Vitti.

## Profesorado
- Hermenegildo Anglada Camarasa (Barcelona 1871-1959)
- Paul Gauguin (Parigi 1848 – Hiva Oa 1903)
- Cornelius Kees Van Dongen (Róterdam 1877-1968)
- Ernest Warburton Shurtleff (USA, 1862-1917)
- Luc-Olivier Merson
- Raphael Collin
- Paul Leroy
- Frederick MacMonnies
- Frank Vincent Dumond
- Paul Gervais
- Henri Martin
- Henry des Pruraux

## Alumnado

### Estados Unidos
- Claire Shuttleworth (1867-1930)
- David Shterenberg (1881-1948)
- Louise Eleanor Zaring (1872-1970)
- Ada Walter Shulz (1870-1928)
- Louise Zaring (1872-1970)
- Charles Ginner (1878-1952)
- Enid Yandell (1870 -1934)
- Helen Farnsworth Mears (1876-1916)

### Uruguay
- Carmelo De Arzadún (1888-1968)
- José Cuneo Perinetti(1887-1977)
- Manuel Rosé (1882-1961)

### España
- Maria Blanchard (1881-1932)

### Guatemala
- Carlos Valenti (1888-1912)
- Carlos Mérida (1891-1984)

### Argentina
- Gregorio López Naguil (1894 – 1953)
- Ruben Tapia (1891-1958)
- Tito Cittadini (1886-1960)

### Portugal
- Amadeo de Souza-Cardozo (1887-1918)

### Inglaterra
- Charles Ginner (1878-1952)

### Francia
- Jean Hippolyte Marchand (1882-1940)

## Museo
En el año 2013, se abrió el Museo Académie Vitti, en Atina (Italia), con materiales del taller parisino. Se exponen, entre otros, desnudos y dibujos sobre papel a lápiz o carboncillo por maestros y alumnos, postales, fotos familiares y escritos inéditos. Corresponde a la colección particular de sus fundadores Maria Caira y Cesare Vitti, que, al estallar la Primera Guerra Mundial, regresaron a su lugar de origen.